# Truro
Truro (/ˈtrʊəroʊ/; tiếng Cornwall: Truru) là một City và xã ở Cornwall, Anh. Truro là hạt lỵ và thành phố duy nhất của Cornwall, trung tâm hành chính, giải trí và mua bán và có dân số ghi nhận trong điều tra dân số năm 2011 là 18.766. Đây là thành phố nằm đầu phía nam trong lục địa Anh.
Truro phát triển như một trung tâm thương mại từ cảng của nó và sau đó là một thị trấn mỏ thiếc cho ngành công nghiệp khai thác mỏ thiếc. Nhà thờ chính tòa của thành phố được hoàn thành vào năm 1910. Các điểm tham quan bao gồm Bảo tàng Royal Cornwall, Hall for Cornwall và Toà án Tư pháp của Cornwall.